# Johan Tehupeiory
Johannes Everhardus (Johan) Tehupeiory (Ema, 25 juni 1882 - Utrecht, 22 december 1908) was een arts en publicist in Nederlands-Indië. 
Tehupeiory werd geboren op het eiland Ambon. Na de Amboneze Burgerschool volgde hij, samen met zijn broer Wim, een opleiding aan de School tot Opleiding van Inlandsche Artsen (Stovia) in Batavia. In 1902 studeerden de broers af. Hij had daarna een eigen praktijk. In 1903 werd hij medicus bij een wetenschappelijke expeditie op Borneo. Hij publiceerde diverse artikelen over het eiland. In 1904 werd hij redacteur bij Bintang Hindia en in 1908 bij het blad Bandera Wolanda.
In 1907 trok Tehupeiory met zijn broer Wim naar Nederland, waar ze geneeskunde studeerden aan de Universiteit van Amsterdam. Anderhalf jaar later studeerden ze af. Op 27 augustus 1908 hield hij een voordracht op het Nederlandsch Taal- en Letterkundig Congres in Leiden onder de titel De Inlander vóór en na de stichting van het Algemeen Nederlandsch Verbond. De voordracht werd ook in druk uitgegeven. Tehupeiory overleed een aantal maanden later door een gasverstikking. Hij is begraven in Utrecht op de 2e Algemene Begraafplaats Kovelswade, zijn grafmonument werd gemaakt door de beeldhouwster Thérèse van Hall.

## Publicaties
- Onder de Dajaks in Centraal-Borneo. (1906) Leiden: Brill
- Centraal-Borneo en zijne bevolking. (1908) Amsterdam: Drukkerij J.H. de Bussy
- De Inlander vóór en na de stichting van het Algemeen Nederlandsch Verbond. (1908) Amsterdam: Boon